# Turó de Coll de Bassa
El Turó de Coll de Bassa és una muntanya de 1.046 metres que es troba al municipi de les Llosses, a la comarca catalana del Ripollès.